# رباط علیا (تربت حیدریه)
رباط علیا مربوط به دوره قاجار است و در تربت حیدریه، محله قدیمی رباط علیا، خیابان رباط علیا واقع شده و این اثر در تاریخ ۲۵ اسفند ۱۳۸۰ با شمارهٔ ثبت ۵۶۹۸ به‌عنوان یکی از آثار ملی ایران به ثبت رسیده است.